# فوضى الإنتاج
في النظرية الماركسية، تعتبر فوضى الإنتاج سمة مميزة لكل إنتاج سلعي قائم على الملكية الخاصة، وهي النمط الأساسي للإنتاج في اقتصاد السوق الرأسمالي. غالبًا ما يستخدم هذا المصطلح كنقد لاقتصاديات السوق، مع التأكيد على طبيعتها الفوضوية والمتقلبة على عكس الطبيعة المستقرة للاقتصادات المخططة، على النحو الذي يقترحه الماركسيون.

## أمثلة
يمكن رؤية نتائج «الفوضى» غير المخططة لنظام السوق الرأسمالي في أزمة فائض الإنتاج وقصور الاستهلاك. أحد الأمثلة، وفقًا للحزب الاشتراكي البريطاني، هي الأزمة المالية لعام 2008.